# Легка атлетика на літніх Олімпійських іграх 1948
Змагання з легкої атлетики на літніх Олімпійських іграх 1948 були проведені з 30 липня по 7 серпня в Лондоні на стадіоні «Вемблі».
Змагання з марафонського бігу та спортивної ходьби на 50 кілометрів відбувались на шосейних трасах зі стартом та фінішем на стадіоні.

## Призери

### Чоловіки
| Дисципліни                | Золото                                                  | Золото    | Срібло                                                                  | Срібло    | Бронза                                                                   | Бронза    |
| ------------------------- | ------------------------------------------------------- | --------- | ----------------------------------------------------------------------- | --------- | ------------------------------------------------------------------------ | --------- |
| 100 метрів                | Гаррісон Діллард · США                                  | 10,3      | Барні Юелл · США                                                        | 10,4      | Ллойд ла Біч · Панама                                                    | 10,6      |
| 200 метрів                | Мел Паттон · США                                        | 21,1      | Барні Юелл · США                                                        | 21,1      | Ллойд ла Біч · Панама                                                    | 21,2      |
| 400 метрів                | Артур Вінт · Ямайка                                     | 46,2      | Герб Мак-Кенлі · Ямайка                                                 | 46,4      | Мел Вітфілд · США                                                        | 46,8      |
| 800 метрів                | Мел Вітфілд · США                                       | 1.49,2    | Артур Вінт · Ямайка                                                     | 1.49,5    | Марсель Ансенн · Франція                                                 | 1.49,8    |
| 1500 метрів               | Генрі Ерікссон · Швеція                                 | 3.49,8    | Леннарт Странд · Швеція                                                 | 3.50,4    | Вім Слейкгойс · Нідерланди                                               | 3.50,4    |
| 5000 метрів               | Гастон Рейфф · Бельгія                                  | 14.17,6   | Еміль Затопек · Чехословаччина                                          | 14.17,8   | Вім Слейкгойс · Нідерланди                                               | 14.26,8   |
| 10000 метрів              | Еміль Затопек · Чехословаччина                          | 29.59,6   | Ален Мімун · Франція                                                    | 30.47,4   | Бертіл Альбертссон · Швеція                                              | 30.53,6   |
| 110 метрів з бар'єрами    | Вільям Портер · США                                     | 13,9      | Клайд Скотт · США                                                       | 14,1      | Крейг Діксон · США                                                       | 14,1      |
| 400 метрів з бар'єрами    | Рой Кокрен · США                                        | 51,1      | Дункан Вайт · Цейлон                                                    | 51,8      | Руне Ларссон · Швеція                                                    | 52,2      |
| 3000 метрів з перешкодами | Торе Шестранд · Швеція                                  | 9.04,6    | Ерік Ельмсетер · Швеція                                                 | 9.08,2    | Йоте Хагстрем · Швеція                                                   | 9.11,8    |
| 4×100 метрів              | США Барні Юелл Лоренцо Райт Гаррісон Діллард Мел Паттон | 40,6      | Велика Британія Алістер Мак-Коркодейл Джек Грегорі Кен Джонс Джек Арчер | 41,3      | Італія Мікеле Тіто Енріко Перукконі Карло Монті Антоніо Сідді            | 41,5      |
| 4×400 метрів              | США Кліфф Борленд Рой Кокрен Артур Гарнден Мел Вітфілд  | 3.10,4    | Франція Робер Шеф д'Отель Жан Керебель Жак Люні Франсіс Шеветта         | 3.14,8    | Швеція Фольке Альневік Руне Ларссон Курт Лундквіст Ларс-Ерік Вольфбрандт | 3.16,0    |
| Ходьба 10000 метрів       | Йон Мікаельссон · Швеція                                | 45.13,2   | Інгемар Юганссон · Швеція                                               | 45.43,8   | Фріц Шваб · Швейцарія                                                    | 46.00,2   |
|                           |                                                         |           |                                                                         |           |                                                                          |           |
| Марафон                   | Дельфо Кабрера · Аргентина                              | 2:34.51,6 | Том Річардс · Велика Британія                                           | 2:35.07,6 | Етьєн Гаї · Бельгія                                                      | 2:35.33,6 |
| Ходьба 50 кілометрів      | Йон Юнггрен · Швеція                                    | 4:41.52   | Гастон Годель · Швейцарія                                               | 4:48.17   | Теббс Ллойд Джонсон · Велика Британія                                    | 4:48.31   |
|                           |                                                         |           |                                                                         |           |                                                                          |           |
| Стрибки у висоту          | Джон Вінтер · Австралія                                 | 1,98      | Б'єрн Паульсон · Норвегія                                               | 1,95      | Джордж Станіч · США                                                      | 1,95      |
| Стрибки з жердиною        | Гвінн Сміт · США                                        | 4,30      | Ерккі Катая · Фінляндія                                                 | 4,20      | Боб Річардс · США                                                        | 4,20      |
| Стрибки у довжину         | Віллі Стіл · США                                        | 7,825     | Тео Брюс · Австралія                                                    | 7,555     | Герб Дуглас · США                                                        | 7,545     |
| Потрійний стрибок         | Арне Оман · Швеція                                      | 15,40     | Джордж Евері · Австралія                                                | 15,365    | Рухі Саріальп · Туреччина                                                | 15,025    |
| Штовхання ядра            | Вілбур Томпсон · США                                    | 17,12     | Джим Ділейні · США                                                      | 16,68     | Джим Фукс · США                                                          | 16,42     |
| Метання диска             | Адольфо Консоліні · Італія                              | 52,78     | Джузеппе Тозі · Італія                                                  | 51,78     | Форчун Гордьєн · США                                                     | 50,77     |
| Метання молота            | Немет Імре · Угорщина                                   | 56,07     | Іван Губіян · Югославія                                                 | 54,27     | Роберт Беннетт · США                                                     | 53,73     |
| Метання списа             | Тапіо Раутаваара · Фінляндія                            | 69,77     | Стів Сеймур · США                                                       | 67,57     | Йожеф Варсегі · Угорщина                                                 | 67,03     |
|                           |                                                         |           |                                                                         |           |                                                                          |           |
| Десятиборство             | Боб Матіас · США                                        | 7139      | Ігнас Гайнріх · Франція                                                 | 6974      | Флойд Сіммонс · США                                                      | 6950      |

### Жінки
| Дисципліни            | Золото                                                                                            | Золото | Срібло                                                            | Срібло | Бронза                                                      | Бронза |
| --------------------- | ------------------------------------------------------------------------------------------------- | ------ | ----------------------------------------------------------------- | ------ | ----------------------------------------------------------- | ------ |
| 100 метрів            | Фанні Бланкерс-Кун · Нідерланди                                                                   | 11,9   | Дороті Менлі · Велика Британія                                    | 12,2   | Ширлі Стрікленд · Австралія                                 | 12,2   |
| 200 метрів            | Фанні Бланкерс-Кун · Нідерланди                                                                   | 24,4   | Одрі Вільямсон · Велика Британія                                  | 25,1   | Одрі Паттерсон · США                                        | 25,2   |
| 80 метрів з бар'єрами | Фанні Бланкерс-Кун · Нідерланди                                                                   | 11,2   | Морін Гарднер · Велика Британія                                   | 11,2   | Ширлі Стрікленд · Австралія                                 | 11,4   |
| 4×100 метрів          | Нідерланди Фанні Бланкерс-Кун Ксенія Стад-де Йонг Герда ван дер Каде-Каудейс Нетті Вітцирс-Тіммер | 47,5   | Австралія Джойс Кінг Джун Мастон Бетті Мак-Кіннон Ширлі Стрікленд | 47,6   | Канада Даян Фостер Патрісія Джонс Ненсі Мак-Кай Віола Маєрс | 47,8   |
|                       |                                                                                                   |        |                                                                   |        |                                                             |        |
| Стрибки у висоту      | Еліс Коучмен · США                                                                                | 1,68   | Дороті Тайлер · Велика Британія                                   | 1,68   | Мішелін Остермаєр · Франція                                 | 1,61   |
| Стрибки у довжину     | Ольга Дьярматі · Угорщина                                                                         | 5,695  | Ноемі Сімонетто · Аргентина                                       | 5,60   | Анн-Брітт Лейман · Швеція                                   | 5,575  |
| Штовхання ядра        | Мішелін Остермаєр · Франція                                                                       | 13,75  | Амелія Піччініні · Італія                                         | 13,095 | Іне Шеффер · Австрія                                        | 13,08  |
| Метання диска         | Мішелін Остермаєр · Франція                                                                       | 41,92  | Едера Джентіле · Італія                                           | 41,17  | Жаклін Мазеа · Франція                                      | 40,47  |
| Метання списа         | Герма Баума · Австрія                                                                             | 45,57  | Кайса Парвіайнен · Фінляндія                                      | 43,79  | Ліллі Карлстедт · Данія                                     | 42,08  |

## Медальний залік
| Місце | Країна          | Золото | Срібло | Бронза | Загалом |
| ----- | --------------- | ------ | ------ | ------ | ------- |
| 1     | США             | 12     | 5      | 10     | 27      |
| 2     | Швеція          | 5      | 3      | 5      | 13      |
| 3     | Нідерланди      | 4      | 0      | 2      | 6       |
| 4     | Франція         | 2      | 3      | 3      | 8       |
| 5     | Угорщина        | 2      | 0      | 1      | 3       |
| 6     | Австралія       | 1      | 3      | 2      | 6       |
| 7     | Італія          | 1      | 3      | 1      | 5       |
| 8     | Фінляндія       | 1      | 2      | 0      | 3       |
| 8     | Ямайка          | 1      | 2      | 0      | 3       |
| 10    | Аргентина       | 1      | 1      | 0      | 2       |
| 10    | Чехословаччина  | 1      | 1      | 0      | 2       |
| 12    | Австрія         | 1      | 0      | 1      | 2       |
| 12    | Бельгія         | 1      | 0      | 1      | 2       |
| 14    | Велика Британія | 0      | 6      | 1      | 7       |
| 15    | Швейцарія       | 0      | 1      | 1      | 2       |
| 16    | Цейлон          | 0      | 1      | 0      | 1       |
| 16    | Норвегія        | 0      | 1      | 0      | 1       |
| 16    | Югославія       | 0      | 1      | 0      | 1       |
| 19    | Панама          | 0      | 0      | 2      | 2       |
| 20    | Канада          | 0      | 0      | 1      | 1       |
| 20    | Данія           | 0      | 0      | 1      | 1       |
| 20    | Туреччина       | 0      | 0      | 1      | 1       |